# Мідійська мова
Мідійська мова — мертва  давньоіранська мова групи іранських племен, які ввійшли в історію як мідійці чи мідяни, й згадуються в ассирійських джерелах з IX ст. до н. е., спочатку як група племен, а з другої чверті VII ст. до н. е. — як окреме царство. 
Власне мідійська мова відома лише зі згадок в іншомовних джерелах, а також з достатньої кількості запозичень у  давньоперській мові.  Належить до північнозахідноіранських мов. 
Аналіз наявного матеріалу (близько восьмисот слів) дав можливість визначити такі фонетичні особливості мідійської:
- праір. *č >  мід. *c
- праір. *či̭ >  мід. *šy
- праір. *hṷ >  мід. *f
- праір. *xm >  мід. *xm
- праір. *ǰ >  мід. *j
- праір. *nź >  мід. *nz
- праір. *si̭ >  мід. *sy
- праір. *śṷ >  мід. *sp
- праір. *št >  мід. *št
- праір. *θi̭ >  мід. *θy
- праір. *θr >  мід. *θr
- праір. *θṷ >  мід. *θṷ
- праір. *z >  мід. *z
- праір. *zn >  мід. *zn
- праір. *zṷ >  мід. *zb